# Rebellion 1999
Rebellion 1999 was een professioneel worstel-pay-per-viewevenement dat georganiseerd werd door World Wrestling Federation (WWF). Dit evenement was de eerste editie van Rebellion en vond plaats in het National Indoor Arena in Birmingham op 2 oktober 1999.
De hoofd wedstrijd was een Steel Cage match voor het WWF Championship tussen de kampioen Triple H en The Rock. Triple H won de match en prolongeerde zo zijn titel.

## Resultaten
| Nr.                                                                          | Match | Winnaar(s)                          |
| ---------------------------------------------------------------------------- | --- | ----------------------------------- |
| -                                                                            | Christian vs. Crash Holly in een één-op-één match                                                         | Christian                           |
| 1                                                                            | Jeff Jarrett (c) vs. D'Lo Brown in een één-op-één match voor het WWF Intercontinental Championship        | Jeff Jarrett (c)                    |
| 2                                                                            | The Godfather vs. Gangrel in een één-op-één match                                                         | The Godfather                       |
| 3                                                                            | Mark Henry vs. Val Venis in een één-op-één match                                                          | Val Venis                           |
| 4                                                                            | Ivory (c) vs. Luna Vachon vs. Tori vs. Jacqueline in een Four-Way match voor het WWF Women's Championship | Ivory (c)                           |
| 5                                                                            | Road Dogg vs. Chris Jericho in een één-op-één match                                                       | Chris Jericho                       |
| 6                                                                            | Jeff Jarrett vs. Chyna in een één-op-één match                                                            | Chyna; diskwalificatie Jeff Jarrett |
| 7                                                                            | Kane vs. The Big Show in een No Disqualification match                                                    | Kane                                |
| 8                                                                            | The British Bulldog vs. X-Pac in een één-op-één match                                                     | The British Bulldog                 |
| 9                                                                            | Edge en Christian vs. The Acolytes vs. Hardcore Holly & Crash Holly in een triangle match                 | Edge en Christian                   |
| 10                                                                           | Triple H (c) vs. The Rock in een Steel Cage match voor het WWF Championship                               | Triple H (c)                        |
| (c) huidige kampioen voor en na de match \| (nc) nieuwe kampioen na de match | |                                     |